# Brock Harris
Brock Eddy Harris est un acteur mannequin et musicien américain, né en février 1988 à Stillwater en Oklahoma.

## Biographie
Brock Harris naît en février 1988 à Stillwater(Oklahoma) en Oklahoma. Il est le fils d'un professeur d'administration éducative et d'une professeur de culture physique, il est le deuxième de quatre enfants. Étudiant de la Hartt School of Music de l'université de Hartford, en Connecticut, il aspire à une carrière d'acteur mais travaille dans le mannequinat en parallèle.
En 2008, il apparaît dans le film Drop Dead Drunk de Ryan Charles et Chip Rybak, dans lequel il interprète le petit ami de Romona.
En janvier 2009, il est remarqué pour avoir posé en couverture du magazine gay français Têtu, il signe avec l'agence Renegade Models.

## Filmographie

### En tant qu'acteur

#### Longs métrages
- 2008 : Drop Dead Drunk de Ryan Charles et Chip Rybak : le petit amie de Romona
- 2013 : Défendu (Breathe In) de Drake Doremus : Paul
- 2013 : G.B.F. de Darren Stein (en) : Hamilton
- 2013 : Spring Break Fatal de Tara Miele : Alex
- 2015 : Simple Little Lives de Shoja Azari : Hank
- 2016 : Catch 22: Based on the Unwritten Story by Seanie Sugrue de Josh Folan : Smoke
- 2016 : Love on the Run d'Ash Christian : Hunk
- 2017 : Sam de Nicholas Brooks : Sam
- 2018 : La Femme secrète de mon mari (My Husband's Secret Wife) de Tamar Halpern : Hugh
- 2021 : Wild Game de lui-même : Walsham

#### Courts métrages
- 2012 : Fish Will Bite de Stiven Luka
- 2013 : Wize Guise: Bo Bo & Jon Jon Make a Change d'Alex Fabela : Bully
- 2015 : Goliath de Eric Bross : David
- 2016 : The Last Hunt de lui-même et Matthew Daddario : David
- 2018 : Ryder d'Ian Clay : Jake

#### Séries télévisées
- 2013-2014 : Major Crimes : Tchad Stuart (3 épisodes)
- 2016 : Blue Bloods : Derrick Sanders (saison 7, épisode 6 : Whistleblowers)
- 2019 : American Princess : Leaf (3 épisodes)

### En tant que réalisateur
- 2016 : The Last Hunt (court métrage)
- 2018 : The 100 Mile Run: The Art of Enduring (court métrage documentaire)
- 2021 : Wild Game

### En tant que scénariste
- 2016 : The Last Hunt (court métrage)
- 2021 : Wild Game